# Орис
Орис (фр. Aurice) насеље је и општина у југозападној Француској у региону Аквитанија, у департману Ланд која припада префектури Мон де Марсан.
По подацима из 2011. године у општини је живело 644 становника, а густина насељености је износила 37,2 становника/km². Општина се простире на површини од 17,31 km². Налази се на средњој надморској висини од 74 метара (максималној 83 m, а минималној 26 m).

## Демографија
| 1962. | 1968. | 1975. | 1982. | 1990. | 1999. | 2011. |
| ----- | ----- | ----- | ----- | ----- | ----- | ----- |
| 509   | 541   | 543   | 549   | 610   | 627   | 644   |

График промене броја становника у току последњих година